# The Party's Over
The Party's Over är debutalbumet med Talk Talk. Det gavs ut 1982 och producerades av Colin Thurston, som även producerade Duran Durans två första album.
Singeln Talk Talk nådde plats 52 i Storbritannien, en remixad variant plats 23.

## Låtlista
| 1. | Talk Talk                            | Ed Hollis, Mark Hollis                            | 3:23 |
| 2. | It's So Serious                      | Simon Brenner, Lee Harris, Mark Hollis, Paul Webb | 3:21 |
| 3. | Today (Track 5 on original US vinyl) | Simon Brenner, Lee Harris, Mark Hollis, Paul Webb | 3:30 |
| 4. | The Party's Over                     | Simon Brenner, Lee Harris, Mark Hollis, Paul Webb | 6:12 |

| 5.           | Hate (Track 3 på amerikansk version) | Simon Brenner, Lee Harris, Mark Hollis, Paul Webb | 3:58  |
| 6.           | Have You Heard the News?             | Mark Hollis                                       | 5:07  |
| 7.           | Mirror Man                           | Mark Hollis                                       | 3:21  |
| 8.           | Another Word                         | Paul Webb                                         | 3:14  |
| 9.           | Candy                                | Mark Hollis                                       | 4:41  |
| Total längd: | Total längd:                         | Total längd:                                      | 36:47 |